# Addicted to You (canción de Avicii)
«Addicted to You» es una canción realizada por el disc jockey y productor sueco Avicii, incluida en su álbum debut True. Cuenta con la colaboración, aunque sin acreditar, de la cantante estadounidense de folk rock, Audra Mae. Fue compuesta por el mismo Avicii, Ash Pournouri, Mac Davis y Josh Krajcik.Ha Aparecido en el videojuego Just Dance 2015 cuya fecha de estreno fue el 21 de octubre del mismo año.
Fue lanzado el 27 de noviembre de 2013 como el cuarto sencillo del álbum en las radios australianas y su lanzamiento oficial en el resto del mundo fue el 11 de marzo de 2014, en el que incluye las versiones remezcladas.

## Video musical
Fue dirigido por Sebastian Ringler y fue rodado en Gällivare, una localidad situada al norte de Suecia. Está inspirado en la historia de la película Bonnie y Clyde y ambientado en la década del '30. El video comienza mostrando a una muchacha trabajando en un bar de camarera (personificada por la actriz sueca Madeleine Minou Martin) y en el mismo, ingresa una chica rubia (personificada por la actriz también sueca Hedda Stiernstedt) y le pide un trago a la barra y estrella el vaso contra la pared. Esta actitud sirve de contraseña para que ambas desenfunden sus armas y atraquen el lugar. Siguen recorriendo el camino nevado en un automóvil y aprovechan para seguir asaltando negocios. Al llegar a la noche a su casa, se recuestan en su cama mientras se acarician apasionadamente, unos hombres desnudos las observan. Posteriormente, deciden seguir robando, en esta ocasión es un banco, donde se besan paradas en una mesa. Luego, cuando se advierte la llegada de la policía, la rubia coloca un explosivo en la puerta de la caja fuerte, pero no se percata que está en la mira y le dispara un policía francotirador matándola. Por último, su novia se muestra dolida por la pérdida de su amante y decide suicidarse llevando explosivos en el bolso e inmolarse junto a los policías.

## Lista de canciones
| Estados Unidos — Descarga digital (Remixes) |                                             |          |  |
| N.º                                         | Título                                      | Duración |  |
| 1.                                          | «Addicted to You» (Avicii By Avicii)        | 5:32     |  |
| 2.                                          | «Addicted to You» (David Guetta Remix)      | 5:18     |  |
| 3.                                          | «Addicted to You» (Sick Individuals Remix)  | 5:02     |  |
| 4.                                          | «Addicted to You» (Albin Myers Remix)       | 5:31     |  |
| 5.                                          | «Addicted to You» (Ashley Wallbridge Remix) | 4:51     |  |
| 6.                                          | «Addicted to You» (Bent Collective Remix)   | 5:57     |  |

## Créditos
- Audra Mae – voces
- Tim Bergling – compositor, productor
- Ash Pournouri – compositor, productor

Personal adicional
- Mac Davis – compositor
- Josh Krajcik – compositor

## Posicionamiento en listas y certificaciones

### Listas semanales
| Lista (2013–2014)                         | Mejor posición |
| ----------------------------------------- | -------------- |
| Alemania (Offizielle Deutsche Charts)     | 6              |
| Australia (ARIA)                          | 5              |
| Austria (Ö3 Austria Top 40)               | 3              |
| Bélgica (Flandes) (Ultratop 50)           | 5              |
| Bélgica (Valonia) (Ultratop 50)           | 5              |
| Canadá (Hot 100)                          | 75             |
| Dinamarca (Tracklisten)                   | 24             |
| Escocia (The Official Charts Company)     | 12             |
| Eslovaquia (Radio Top 100 Chart)          | 5              |
| Eslovaquia (Singles Digital Top 100)      | 26             |
| España (Top 100 Canciones)                | 29             |
| Estados Unidos (Hot Dance Club Songs)     | 1              |
| Estados Unidos (Dance/Electronic Songs)   | 11             |
| Finlandia (Suomen virallinen lista)       | 12             |
| Francia (SNEP)                            | 6              |
| Grecia (Greece Digital Songs)             | 3              |
| Hungría (Single Top 20)                   | 4              |
| Irlanda (IRMA)                            | 8              |
| Israel (Media Forest)                     | 3              |
| Italia (FIMI)                             | 8              |
| Noruega (VG-lista)                        | 16             |
| Nueva Zelanda (Recorded Music NZ)         | 6              |
| Países Bajos (Dutch Top 40)               | 6              |
| Polonia (Polish Airplay Top 20)           | 1              |
| Reino Unido (UK Singles Chart)            | 14             |
| Reino Unido (UK Dance Chart)              | 6              |
| República Checa (Radio Top 100 Chart)     | 1              |
| República Checa (Singles Digital Top 100) | 24             |
| Suecia (Sverigetopplistan)                | 11             |
| Suiza (Schweizer Hitparade)               | 4              |

### Listas anuales
| País           | Lista (2014)           | Posición |
| -------------- | ---------------------- | -------- |
| Alemania       | German Singles Chart   | 23       |
| Australia      | ARIA Singles Chart     | 41       |
| Austria        | Austrian Singles Chart | 21       |
| Bélgica        | Ultratop flamenca      | 26       |
| Bélgica        | Ultratop valona        | 22       |
| Estados Unidos | Dance Club Songs       | 11       |
| Estados Unidos | Dance/Electronic Songs | 38       |
| Nueva Zelanda  | Recorded Music NZ      | 44       |
| Países Bajos   | Nederlandse Top 40     | 21       |
| Polonia        | ZPAV                   | 11       |
| Suecia         | Sverigetopplistan      | 47       |
| Suiza          | Schweizer Hitparade    | 31       |

### Certificaciones
| País          | Organismo certificador | Certificación | Simbolización | Ventas  | Ref.   |
| ------------- | ---------------------- | ------------- | ------------- | ------- | ------ |
| Alemania      | BVMI                   | Platino       | ▲             | 300 000 | [ 48 ] |
| Australia     | ARIA                   | 3× Platino    | 3▲            | 210 000 | [ 49 ] |
| Austria       | IFPI Austria           | Oro           | ●             | 15 000  | [ 50 ] |
| Bélgica       | BEA                    | Oro           | ●             | 15 000  | [ 51 ] |
| Italia        | FIMI                   | Platino       | ▲             | 50 000  | [ 52 ] |
| Noruega       | IFPI Noruega           | Platino       | ▲             | 10 000  | [ 53 ] |
| Nueva Zelanda | RIANZ                  | Oro           | ●             | 7 500   | [ 54 ] |
| Reino Unido   | BPI                    | Plata         | ♦             | 200 000 | [ 55 ] |
| Suecia        | IFPI (Suecia)          | 3× Platino    | 3▲            | 120 000 | [ 56 ] |

## Sucesión en listas
| Anterior: «Partition» de Beyoncé | Hot Dance Club Songs — Sencillo número uno 24 de mayo de 2014 — 30 de mayo de 2014 | Siguiente: «Warrior» de Havana Brown |